# Симандра
Симандра (грч. Σήμαντρα) је насељено место у општини Нова Пропонтида у периферији Средишња Македонија, Грчка. Према попису из 2021. године био је 1.931 становник.
Према бугарском географу и историчару, Василу Канчову, у Симандри је 1900. године живело 562 Турака. Године 1924. турско становништво је принудно исељено у Турску а на њихово место је насељено 267 грчких избегличких породица, којих је на попису из 1928. године било 982. Село се раније звало Каркара Махала.